# オーストリアの世界遺産
オーストリアの世界遺産（オーストリアのせかいいさん）はユネスコの世界遺産に登録されているオーストリア国内の文化・自然遺産の一覧。

## 文化遺産
- ザルツブルク市街の歴史地区 - （1996年）
- シェーンブルン宮殿と庭園群 - （1996年）
- ザルツカンマーグート地方のハルシュタットとダッハシュタインの文化的景観 - （1997年）
- ゼメリング鉄道 - （1998年）
- グラーツの市街-歴史地区とエッゲンベルク城 - （1999年。2010年拡張）
- ヴァッハウ渓谷の文化的景観 - （2000年）
- ウィーン歴史地区 - （2001年）
- フェルテー湖/ノイジードル湖の文化的景観 - （2001年。ハンガリーと共有）
- アルプス山脈周辺の先史時代の杭上住居群 - （2011年。ほか5か国と共有）
- ローマ帝国の国境線＝ドナウのリーメス（西部分） - （2021年。ドイツ、スロバキアと共有）
- ヨーロッパの大温泉保養都市群 - （2021年。ほか6か国と共有）

## 自然遺産
- カルパティア山脈とヨーロッパ各地の古代及び原生ブナ林 - （2007年。2011年、2017年、2021年拡張。ほか17か国と共有）
  - オーストリアは2017年より。

## 複合遺産
なし

## 暫定リスト
オーストリア政府は2022年11月時点で以下の10件を暫定リストとして提出している。以下に、追加日別で一覧を示す。
1994年8月1日
- グルク大聖堂
- ホッホオステルヴィッツ城
- ハイリゲンクロイツ修道院
- クレムスミュンスター修道院
- ブレゲンツァーヴァルト (ブレゲンツの森)

2002年1月23日
- エルツベルクとシュタイアー旧市街を結ぶ鉄の道
- インスブルック=ノルドケッテ/カーヴェンデルの文化的景観

2003年2月11日
- ホーエ・タウエルン国立公園

2013年2月1日
- ハル・イン・チロル - 造幣の町

2016年1月12日
- グロースグロックナー山岳道路